# Очамчира
Очамчи́ра (согласно принятому в Абхазии в 1999 году написанию — Очамчы́ра; ранее Очемчиры и Очамчире) — город в Абхазии, в Очамчырском районе частично признанной Республики Абхазия, согласно административному делению Грузии — в Очамчирском муниципалитете Абхазской Автономной Республики.
Военно-морская база Черноморского флота России.
Город расположен на побережье Чёрного моря в устье реки Галидзги.

## История

Колхида и Иберия

Административное деление в Грузинском царстве

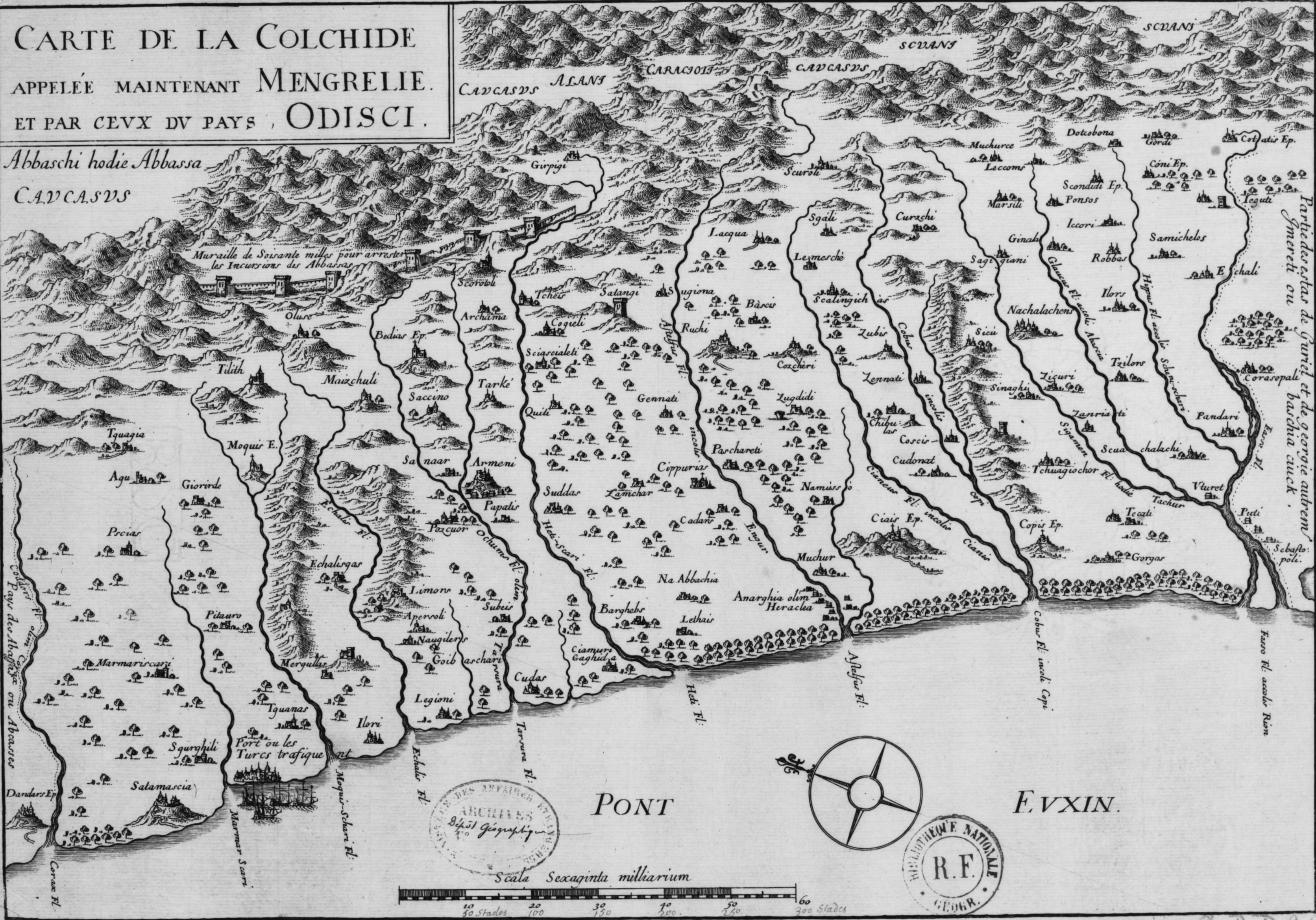
Карта Одиши (Мегрелия), первоначально составленная Архангелом Ламберти, 1654 год.

Самым ранним государственным образованием на территории Очамчиры была Колхида (XII век до н. э.). На месте современного города примерно в VI веке до н. э. греками-колонистами был основан один из древнейших полисов Гюэнос. С II века н. э. по VII век н. э. территория области входила в состав западно Грузинского царства Эгриси.
В начале IX века Эгриси-Лазика совместно с усилившейся Абазгией образовала Абхазское царство. Согласно грузинским летописям, царь Леон II разделил своё царство на восемь княжеств: собственно Абхазию, Цхуми, Бедию, Гурию, Рачу и Лечхуми, Сванетию, Аргвети и Кутаиси. Очамчира находилась в пределах Бедийского эриставства (Мегрелия).
К середине X в. Абхазское царство достигает наибольшего расширения своих границ: оно охватывает всю Западную и значительную часть Восточной Грузии, а на севере простирается вдоль черноморского побережья вплоть до района современной Анапы. В Нижней Картли оно дошло до города Самшвилде, а также покорило южную часть Тао-Кларджети, с 1008 года абхазское царство трансформируется в Единое Грузинское царство.
В конце XV века единое Грузинское царство распалось на четыре части: царства Картли, Кахети, Имерети и княжество Самцхе-Саатабаго. Процесс феодального дробления страны усугублялся, и в пределах царства Имерети образовались княжества Гурия, Абхазское княжество и Мегрельское княжество.
Вплоть до начала 18 века Очамчира была территорией Мегрельского княжества Дадианов но после смерти Левана II Дадиани (1657 год) Мегрельское княжество быстро слабеет. В конце 17 века в княжестве произошла смута, которая привела к потери многими дворянами и князьями своих родовых сел, а для владетельных князей Дадиани подобная ситуация обернулась изгнанием. Власть узурпировал царедворец дворянин Кация Чиковани. Дворянство не приняло его власти и началось противостояние, которое закончилось утверждением в княжеском владении сына Кация Георгия IV Липартиани, который примет фамилию владетелей Дадиани. Представитель Aбхазской владетельной фамилии Сорек Шарвашидзе включился в борьбу за княжеский престол Мегрелии, добился успеха и овладел территорией земли Мегрелии до реки Галидзга (почти весь современный Очамчирский район). Шервашидзе захватили Бедию, а после 1683 года продвинулись до реки Ингури.. Имеретинские цари, обеспокоенные усилением и продвижением Aбхазских князей Шервашидзе (Чачба), помирились с Мегрельскими князьями Дадиани и совместными усилиями в 1702 году остановили Шервашидзе (Чачба). Но восточной границей Абхазии с этого года осталась Ингури. Поскольку Шервашидзе не удалось овладеть остальной Мегрелией, территория до Ингури вскоре была объявлена частью Абхазии. С тех пор и по сей день Очамчира находится в составе Абхазии.

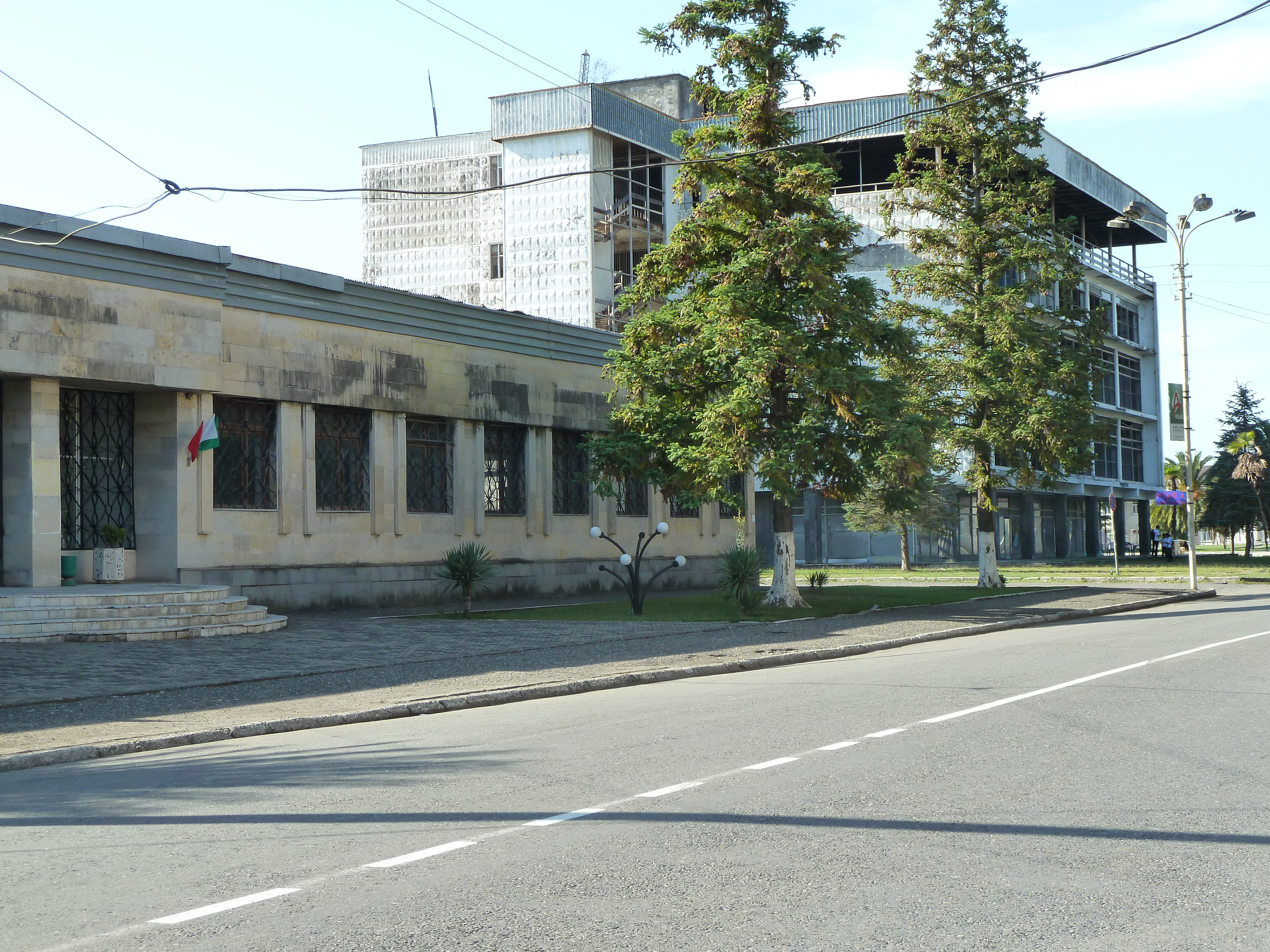

В Очамчире можно увидеть руины римской бани, средневековые оборонительные каменные стены и другие строения. В окрестных селах Агубедиа, Моква и Илор сохранились памятники архитектуры X—XVII веков: Моквский собор Успения Пресвятой Богородицы, построенный в третьей четверти X века абхазским царем Леоном III; Бедийский собор, возведенный в конце X века в честь Влахернской Богоматери; Белокаменный Илорский храм, действующий и по сей день, является главным паломническим центром для жителей Западной Грузии и Абхазии. В конце XVIII века здесь была сооружена летняя резиденция владетельных князей Чачба. Также в городе располагались резиденции дворян Маан и Козмаа. В 1926 году присвоен статус города, стал центром Очамчирского района.
За годы советской власти были построены: маслоэкстракционный, консервный заводы, две чайные фабрики, табачно-ферментационное предприятие, промышленный комбинат, птицефабрика, железнодорожная станция.
В ходе грузино-абхазского конфликта город сильно пострадал. Также город известен массовыми убийствами, произошедшими в период войны и получившими названием Резня в Очамчире.
8 февраля 2012 года Очамчирское районное собрание приняло решение о присвоении главной площади города имени Сергея Багапша.

## Население

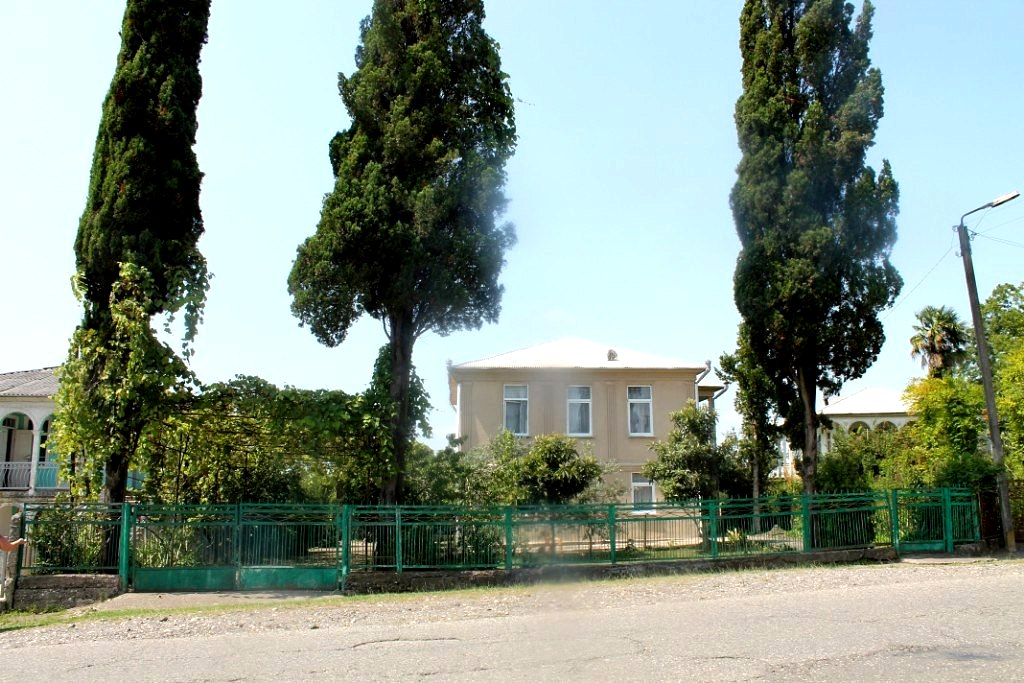
Дома вдоль Сухумского шоссе (мкр. Джукмур)

По данным переписи 1979 года численность населения составляла 18 700 человек, по переписи 1989 года — 20 379 человек, из которых грузины составили 58,2 %, абхазы — 18,2 %, русские — 14,7 %, армяне — 3,3 %, но после грузино-абхазского конфликта численность населения города значительно сократилась. По последним данным население города составило 4702 человека в 2003 году и 5280 человек в 2011 году (в основном абхазы (72,7 %), а также грузины (10,4 %), русские (10,0 %) и армяне (3,1 %)).
| Численность населения | Численность населения | Численность населения | Численность населения | Численность населения | Численность населения |
| 1926                  | 1939                  | 1959                  | 1970                  | 1979                  | 1989                  |
| --------------------- | --------------------- | --------------------- | --------------------- | --------------------- | --------------------- |
| 3419                  | ↗11 684               | ↗16 500               | ↗18 718               | ↘17 810               | ↗20 078               |
| 2003                  | 2011                  | 2015                  | 2016                  | 2017                  | 2018                  |
| ↘4702                 | ↗5280                 | ↗5297                 | ↘5271                 | ↗5289                 | ↗5293                 |
| 2019                  | 2020                  |                       |                       |                       |                       |
| ↘5276                 | →5276                 |                       |                       |                       |                       |

Итальянский католический священник XVII века Арканджело Ламберти появился в Мегрелии ко времени завершения пребывания там префекта миссии Конгрегации театинцев Пиетро Авитабиле, находившегося на этой должности с 1626 года Ламберти состоял миссионером этой же Конгрегации во время правления Леван II Дадиани в 1611—1657 годах. В течение почти двух десятков лет он служил при Циппурийском /Джипурийском/ монастыре. В 1654 году он издал в Неаполе свое "Описание Колхиды, называемой теперь Менгрелией. Книга прежде всего в том, что оно основано, главным образом, на непосредственных продолжительных личных наблюдениях автора, который сам в предисловии указывает, что прожил в Мегрелии «почти восемнадцать лет и изъездил весь этот край» в 1633 −1650 годах. Таким образом, хотя Ламберти свое сочинение посвятил Мегрелии, где вел свою миссионерскую службу по поручению папы Урбана VIII, но попутно сообщает сведения и о некоторых соседних с Мегрелией народах, вот что он пишет о этнической границе середины 17 века Мегрелов и Абхазов :

"Наконец, завершая свою характеристику рек Колхиды, он снова обращает наше внимание на Кодор, но уже как на этнически пограничную реку. «Последняя из всех рек Коддорс /Кодор/; это должно быть Кораче, потому что вся Колхида расположена между Фазисом и Кораксом, и совершенно так, как Фазис отделяет Мингрелию от Гурии, так и Коракс отделяет её от Абхазии, а как за Фазисом мингрельский язык сразу сменяется грузинским, так за Кораксом сменяется абхазским, отсюда ясно, что Кодор мингрельцев есть древний Kоракс»

По данным переписи населения Сухумского округа Kутаисской губернии, в 1887 году из 58 960 «абхазов»: 28 320 человек были собственно абхазы a 30 640 человек — самурзаканцы.
По данным переписи населения 1926 года, чуть меньше половины самурзаканцев жителей Царчи записались абхазами, остальные — грузинами. Тем не менее абхазский язык в качестве родного указали лишь 4,7 % жителей Царчи (или 11,1 % абхазов села), в то время как для остальных царчинцев родным языком был мегрельский

## География
Располагается на высоте пяти метров над уровнем моря. Расстояние до Сухума 50 километров, до Тбилиси — 351 километр.

### Климат
Климат: влажный субтропический. Средняя температура: +15,6 °C, средняя температура января: +4,5 °C, июля: +23 °C. Среднее количество выпадающих осадков: 1552 мм.

## Экономика
Основу доходов составляют средства полученные от туристической отрасли. В 2008 году железнодорожные войска Российской Федерации восстановили участок линии Сухум — Очамчыра, однако железнодорожный вокзал станции и депо находятся в полуразрушенном состоянии. Также в городе в заброшенном и частично разрушенном состоянии находятся: Очамчирский комбикормовый завод, хлебозавод, производственная база оконных конструкций, маслоэкстракционный завод, две чаеразвесочные фабрики. В городе действуют: рынок, сеть розничных магазинов и отделение Сбербанка Абхазии.
С 2009 года на шельфе в районе Очамчиры разведкой нефти занимается «РН-Шельф Абхазии» — дочернее предприятие ОАО «НК „Роснефть“». Предварительные запасы углеводородов оцениваются от 200 млн до 500 млн тонн. В порту Очамчира были проведены донно-углубительные работы, что позволяет принимать суда водоизмещением до 10 000 тонн. К порту подходит ответвление Очамчыра — Ткуарчал (электрифицированная однопутная линия) от основной линии Абхазской железной дороги (Сочи — Сухум — Самтредиа). Она используется для доставки идущего на экспорт угля из Ткуарчала в порт. Вблизи порта (посёлок Джукмур) находятся ныне частично разрушенные и заброшенные: лимонадный завод, консервный завод, техцентр и чаеразвесочная фабрика. С 2009 года началась разработка Скурчинского месторождения, которой занимается «Южная нерудная компания».

## Военно-морская база
26 января 2009 года Главный штаб ВМФ России заявил о создании в 2009 году в порту Очамчира пункта базирования боевых кораблей Черноморского флота. Данная информация была подтверждена Президентом Абхазии Сергеем Багапшем.
До сентября 1996 года в Очамчире базировалась 6-я дважды Краснознамённая отдельная бригада морских частей российских погранвойск, которая затем была передислоцирована в Каспийск (Дагестан).

## Галерея

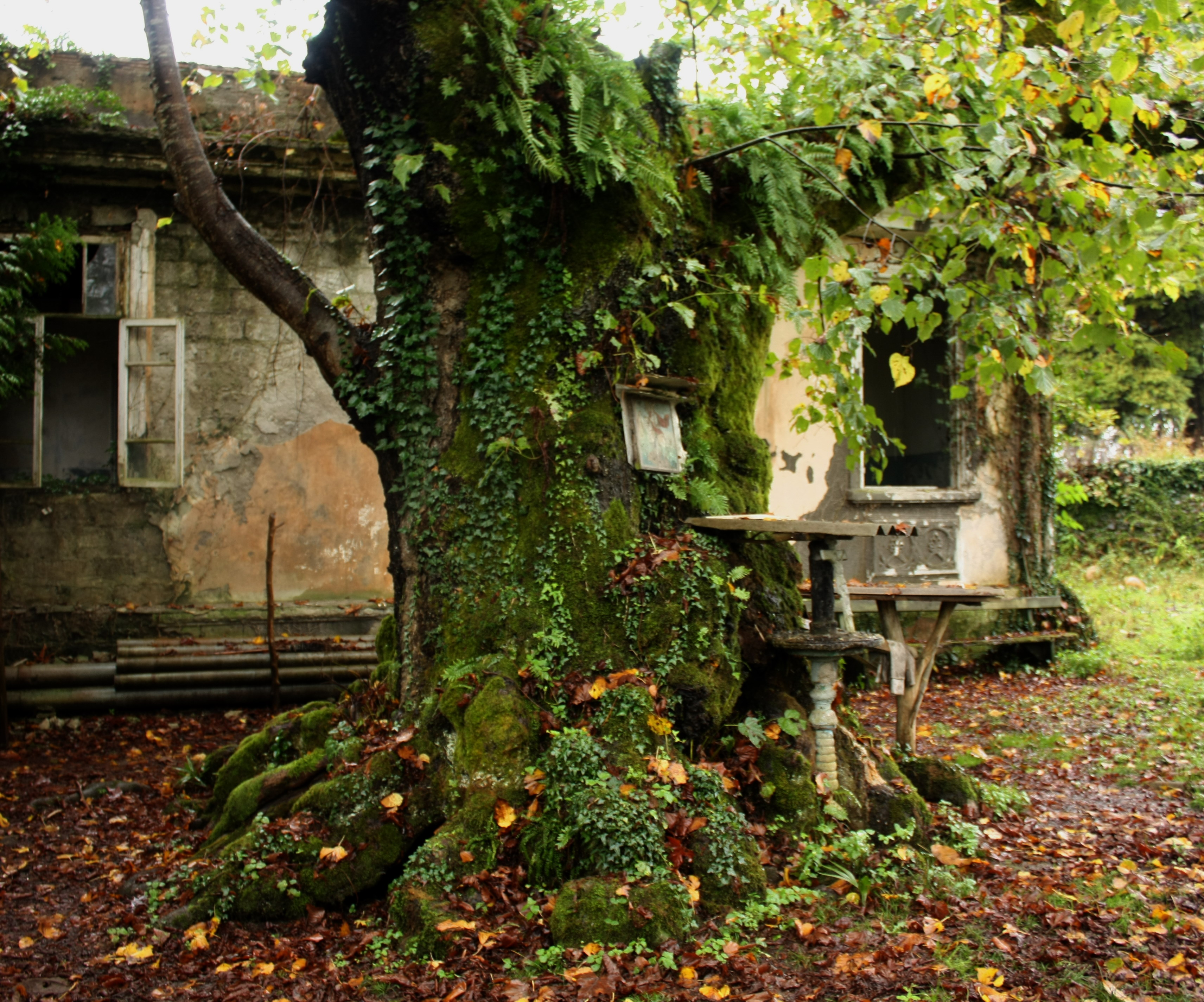
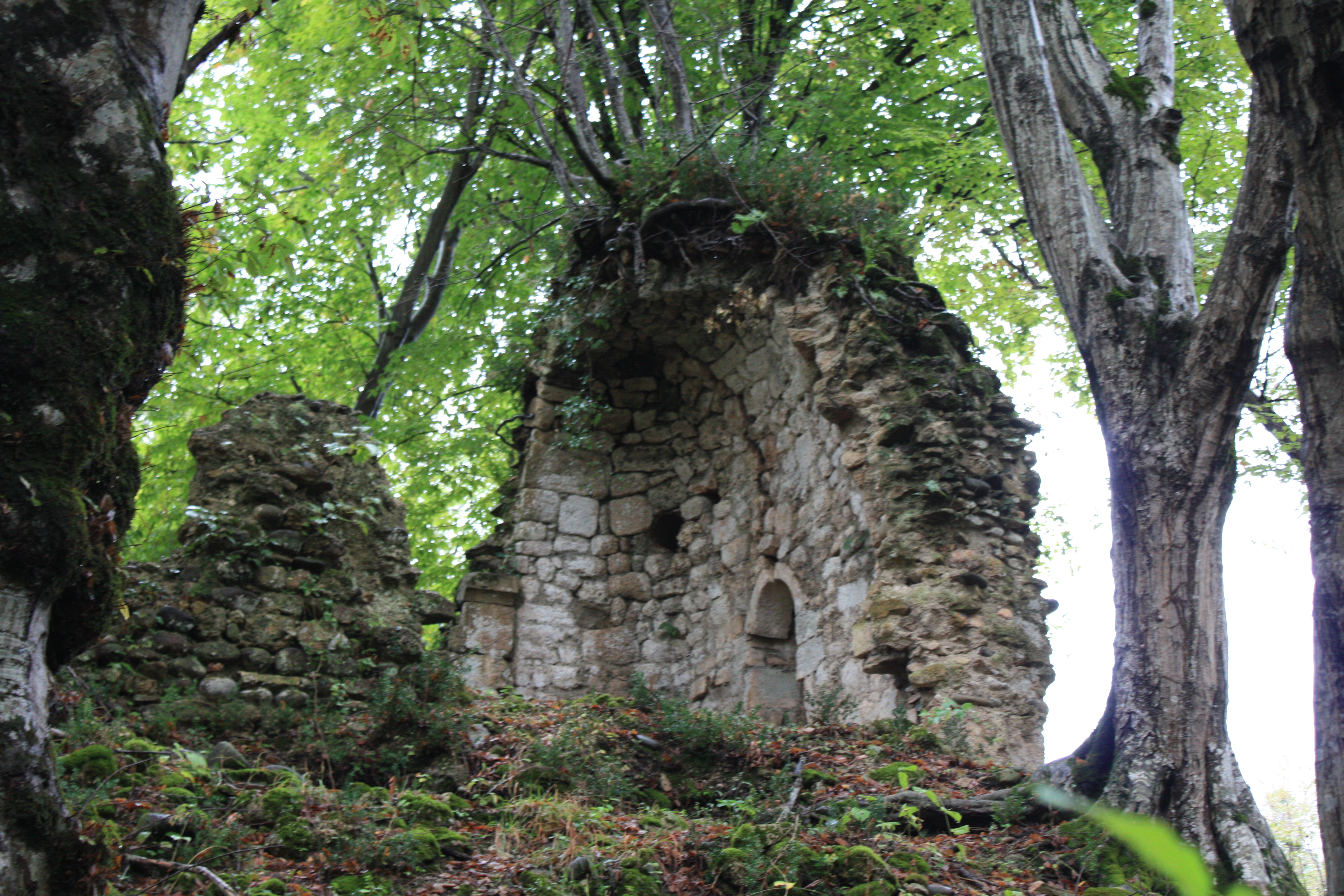
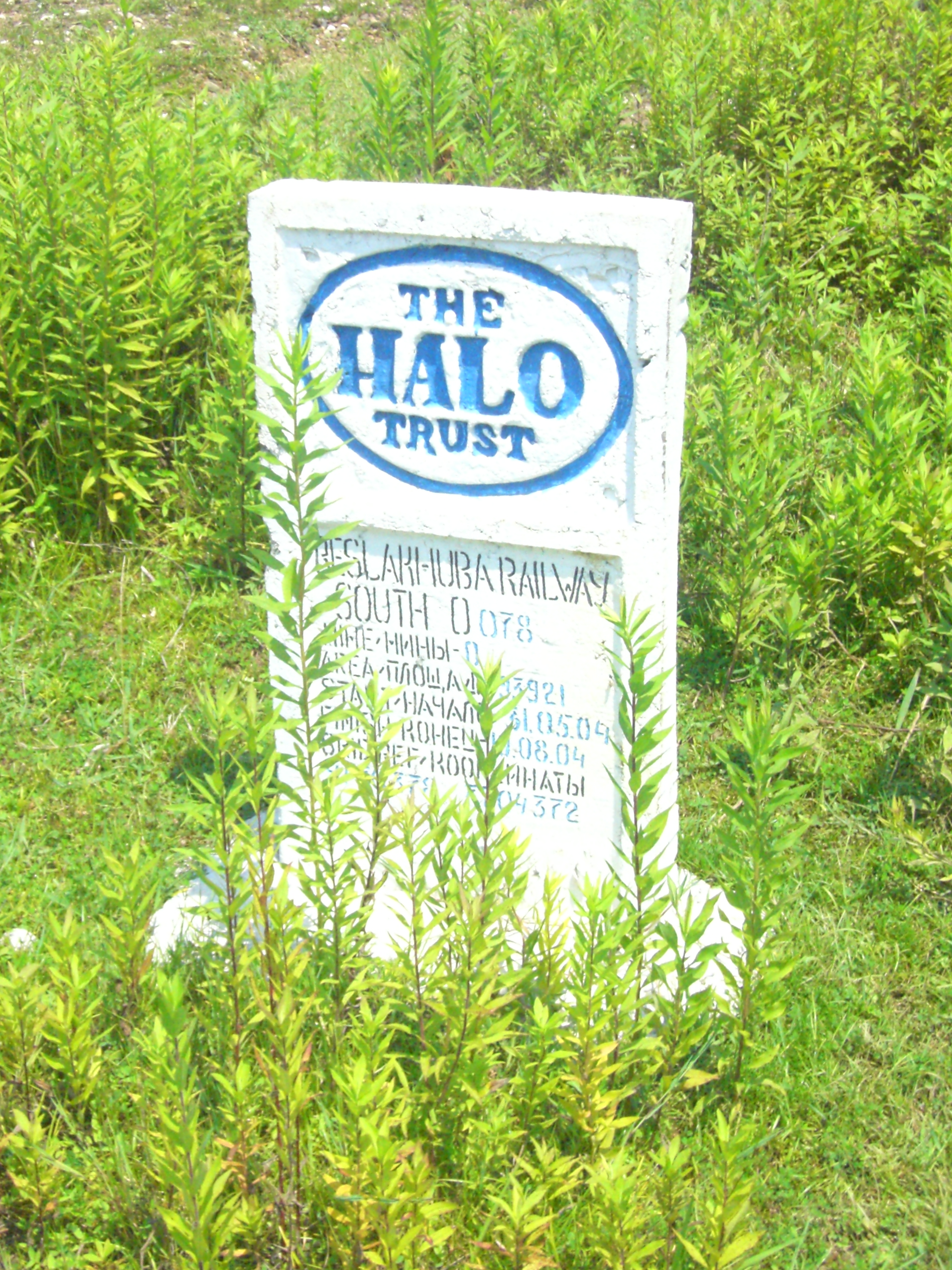

## Города-побратимы
- Бендеры (Молдова);
- Кострома (Россия);
- Видное (Россия).

## Топографические карты
- Лист карты K-37-47 Очамчира. Масштаб: 1 : 100 000. Состояние местности на 1986 год. Издание 1987 г.